# 15th/19th The King’s Royal Hussars

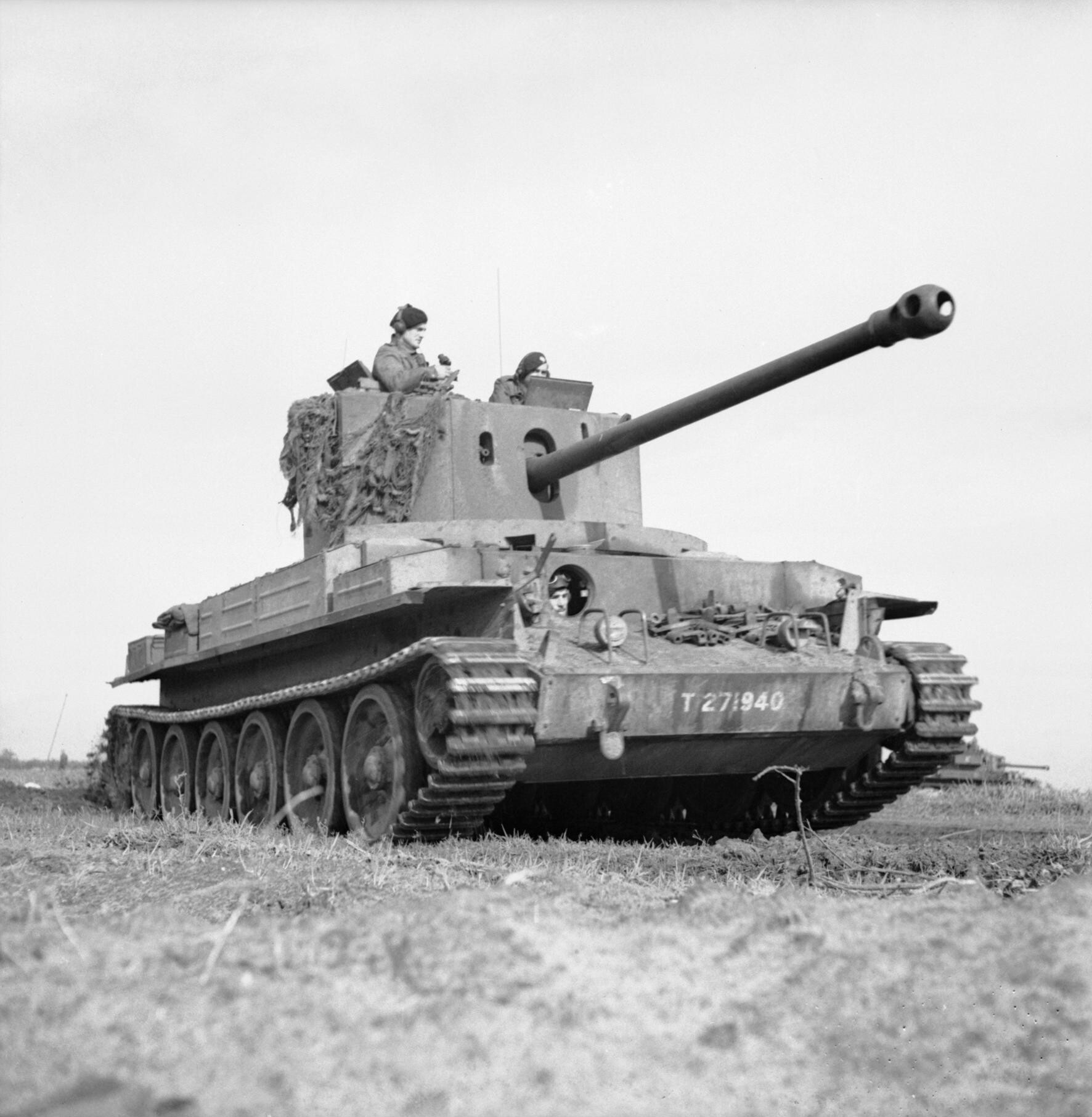
Challenger-Panzer der 15th/19th King’s Royal Hussars 1944 in Holland

Die 15th/19th The King’s Royal Hussars waren ein Kavallerieregiment der britischen Armee, das von 1922 bis 1992 bestand.

## Geschichte
Das Regiment wurde am 11. April 1922 gegründet, durch Verschmelzung der 15th (The King’s) Hussars mit den 19th (Queen Alexandra’s Own Royal) Hussars und hieß zunächst 15th/19th Hussars. In den 1920er und 1930er Jahren diente das Regiment als Garnison in Ägypten, Indien und England. Am 31. Oktober 1932 wurde der Regimentsname zu 15th The King’s Royal Hussars und schließlich am 31. Dezember 1933 zu 15th/19th The King’s Royal Hussars geändert.
Kurz vor Beginn des Zweiten Weltkriegs wurde das Regiment mit Panzerfahrzeugen ausgerüstet und im April 1939 dem Royal Armoured Corps zugeteilt. Es nahm 1940 als Aufklärungseinheit an der Schlacht um Frankreich teil, bis es aus Dünkirchen evakuiert wurde. In Großbritannien wurde es der 9th Armoured Division zugeteilt und nahm 1944 an der Landung in der Normandie teil. Als Teil der 11th Armoured Division nahm am folgenden Feldzug nach Deutschland teil.
Nach Kriegsende folgten Einsätze in Palästina (1945–1948), Malaya (1954–1956) und Ende der 1950er Jahre in Oman, Maskat und Aden. Den Großteil der Nachkriegszeit war das Regiment mit der Britischen Rheinarmee (BAOR) in Westdeutschland stationiert. Im Rahmen des Nordirlandkonflikts in den 1970er Jahren wurde es auch in Nordirland eingesetzt und diente in den 1980er Jahren bei den Friedenstruppen der Vereinten Nationen auf Zypern.
Am 1. Dezember 1992 wurde das Regiment mit den 13th/18th Royal Hussars (Queen Mary’s Own) zum Regiment der Light Dragoons verschmolzen. Die Light Dragoons führen die Tradition beider Regimenter bis heute weiter.

## Colonels
Colonel-in-Chief des Regiments waren:
- 1922–1925: Queen Alexandra
- 1958–1992: Princess Margaret, Countess of Snowdon

Colonel of the Regiment waren:
- 1922–1931: General Sir William Peyton (vormals 15th Hussars)
- 1922–1925: Field Marshal John French, 1. Earl of Ypres (vormals 19th Hussars)
- 1931–1944: Brigadier-General Anthony Courage
- 1944–1947: Field Marshal Philip Chetwode, 1. Baron Chetwode
- 1947–1957: Brigadier Sir Henry Floyd, 5. Baronet
- 1957–1964: Major-General Sir Robert Hinde
- 1964–1970: Colonel Anthony Donnithorne Taylor
- 1970–1978: Major-General Francis Brian Wyldbore-Smith
- 1978–1983: Lieutenant-Colonel Peter Hodgson
- 1983–1988: Brigadier John Rowe Dutton Sharpe
- 1988–1992: Lieutenant-Colonel Richard Annesley Coxwell-Rogers

## Battle Honours
Das Regiment führte die Battle Honours seiner beiden Vorgängerregimenter weiter. Zusätzlich wurden dem Regiment für Leistungen im Zweiten Weltkrieg folgende Battle Honours verliehen (englische Originalbezeichnungen):
- Withdrawal to the Escaut
- Seine 1944
- Hechtel
- Nederrijn
- Venraij
- Rhineland
- Hochwald
- Rhine
- Ibbenburen
- Aller
- North-West Europe 1940
- North-West Europe 1944–45